# Acollesis mimetica
Acollesis mimetica is een vlinder van de familie van de spanners (Geometridae). De wetenschappelijke naam van deze soort is voor het eerst voorgesteld door Louis Beethoven Prout in een publicatie uit 1915.
De soort komt voor in Malawi.